# Veronika Petrovici
Veronika Petrovici (Tătulești, 23 luglio 1934 – Colonia, 2 aprile 2023) è stata una chirurga rumena, professoressa di chirurgia plastica e ricostruttiva all'Università di Colonia.

## Biografia
Dopo l'esame di maturità al liceo scientifico di Slatina, iniziò nel 1953 gli studi di medicina all'Università di Bucarest, dove si laureò nel 1959 con una tesi intitolata  L'epilessia nelle malattie cerebrovascolari.
Si specializzò in Chirurgia plastica e ricostruttiva lavorando nelle cliniche di Chirurgia generale e di Chirurgia plastica della Facoltà di Medicina dell'Università di Bucarest (1965).
Nel 1969 si trasferì in Germania, dove iniziò a lavorare nella Clinica di Chirurgia plastica dell'Università di Colonia, sotto la direzione di Josef Schrudde.
Veronika Petrovici ricevette nel 1982 dall'Università di Colonia la qualificazione di libero-docente (venia legendi per Chirurgia plastica) con la dissertazione Considerazioni sulla Classificazione e la Terapia degli emangiomi cutanei. Nel 1988 diventò Professoressa di Chirurgia plastica alla Facoltà di Medicina dell'Università di Colonia.
Le pubblicazioni di Veronika Petrovici sono basate soprattutto sulla classificazione, clinica e terapia, degli emangiomi e delle malformazioni vascolari cutanee. In questo campo dette contributi originali nelle terapie, come l'asportazione chirurgica di malformazioni vascolari arterio-venose facciali dopo l'embolizzazione superselettiva. I risultati dei suoi lavori scientifici sono stati oggetto di numerosi articoli nelle riviste specialistiche e contributi citati in varie monografie.
Veronika Petrovici fu socio di numerose società scientifiche come International Society for Burn Injuries, Verein der Deutschen Plastischen Chirurgen, Società Italiana di Chirurgia Plastica ed Estetica, Deutsche Gesellschaft für Senologie. Fu socio onorifico dell'Academia Rumena di Scienze Mediche, International Society for the Study of Vascular Anomalies, Jordanian Society for Plastic and Reconstructive Surgery.
Nel 1973 Veronika Petrovici ricevette il titolo di Dottore in Medicina e Chirurgia all'Università di Roma.

## Opere principali
- Unfallbedingte Spätschädigungen des Haut- und Subkutangewebes. In: Chirurgie der Gegenwart, 1975
- Slide Swing Skin Flap. In: Encyclopedia of Flaps, 1998
- Anatomische Grundlagen von Hautlapen. In Krupp - Plastische Chirurgie, 1999
- Hämangiome und vaskuläre Malformationen. In: Krupp - Plastische Chirurgie, 2000
- Trattamento chirurgico degli emangiomi e delle malformazioni vascolari del viso. In: Mattassi - Malformazioni vascolari ed emangiomi, 2003